# 시린 호왕
시린 호왕(태국어: ศิริน หอวัง, 영어: Cirin Horwang, 1980년 7월 5일 ~ )은 태국의 배우이다.

## 출연 작품
- 방콕 트래픽 러브 스토리 (2009)
- 토요일의 암살자 (2010)
- 헤드샷 (2011)
- 세븐 썸딩 (2012)